# Giro di Toscana 1985
Il Giro di Toscana 1985, cinquantanovesima edizione della corsa, si svolse il 18 giugno su un percorso di 228 km, con partenza a Firenze e arrivo a Siena. Fu vinto dall'italiano Ezio Moroni della Atala-Ofmega-Campagnolo davanti al suo connazionale Giovanni Mantovani e al danese Jens Veggerby.

## Ordine d'arrivo (Top 10)
| Pos. | Corridore           | Squadra                | Tempo    |
| ---- | ------------------- | ---------------------- | -------- |
| 1    | Ezio Moroni         | Atala-Ofmega           | 5h59'00" |
| 2    | Giovanni Mantovani  | Supermercati Brianzoli |          |
| 3    | Jens Veggerby       | Vini Ricordi-Pinarello |          |
| 4    | Marino Amadori      | Alpilatte-Olmo-Cierre  |          |
| 5    | Salvatore Cavallaro | Atala-Ofmega           |          |
| 6    | Stefano Giuliani    | Gis Gelati-Trentino    |          |
| 7    | Maurizio Rossi      | Alpilatte-Olmo-Cierre  |          |
| 8    | Romano Randi        | Alpilatte-Olmo-Cierre  |          |
| 9    | Fabio Patuelli      | Maggi Mobili-Fanini    |          |
| 10   | Pierino Gavazzi     | Atala-Ofmega           |          |